# Cambridge 32
Cambridge 32 är ett reservat i Kanada.   Det ligger i provinsen Nova Scotia, i den sydöstra delen av landet, 900 km öster om huvudstaden Ottawa.
Omgivningarna runt Cambridge 32 är en mosaik av jordbruksmark och naturlig växtlighet. Runt Cambridge 32 är det ganska tätbefolkat, med 100 invånare per kvadratkilometer.